# ماريك جيرزي تاديوز ماير
ماريك جيرزي تاديوز ماير (بالإنجليزية: Marek Jerzy Tadeusz Mayer)‏ هو عالم بيئة وصحفي بريطاني، ولد في 1952، وتوفي في 2005.